# Nivel de actividad
El nivel de actividad o volumen de producción es el grado de uso de la capacidad de producción. Se la suele medir como un porcentaje de uso de dicha capacidad. También se usan magnitudes absolutas, como unidades producidas, horas de servicio insumidas, cantidad de servicios realizados, etc.
El nivel de actividad real -o resultante, o histórico- es aquel efectivamente alcanzado. Pero también puede trabajarse con niveles hipotéticos, standards, esperados, etc. Los niveles esperados, a modo de ejemplo, determinarán la magnitud de ciertos costes fijos al elaborar el presupuesto anual.
El estudio de los niveles de actividad es fundamental para la gestión empresarial y más aún en aquellos casos en que existen grandes variaciones estacionales durante el año, como en actividades turísticas.
- Datos: Q2883078